# Кахо, Рихард-Хуго Хансович
Рихард-Хуго Хансович Кахо (эст. Hugo Kaho, 15 ноября 1885, Пернов, Лифляндская губерния — 17 сентября 1964, Гамбург) — эстонский государственный деятель, учёный-биолог и педагог высшей школы. Ректор Тартуского университета в 1938—1940 годах, член Первого государственного совета Эстонии (1938), академик АН Эстонии (1938).

## Биография
Окончил Пярнускую гимназию (1906)
. С 1906 по 1908 год изучал химию в Рижском политехническом институте, с 1909 по 1913 год учился в Казанском университете, где он выбрал физиологию растений. Позже работал ботаником в Московском университете и в то же время как учитель средней школы.
В 1920 году вернулся в Эстонию. Получил направление и с 1920 по 1921 год в качестве стипендиата Тартуского университета стажировался в лаборатории профессора Людвига Фоста в Гейдельберге.
14 апреля 1923 года получил доктора наук за работу «Über die physiologische Weldung der Neutralsalze auf das Pflanzenplasma».
С 1921 года был доцентом кафедры физиологии растений в Тартуском университете, с 1923 года — профессор, заведующий лабораторией физиологии растений и один из руководителей института ботаники. До 1925 года был также директором Ботанического сада. С 1923 года профессор Х. Кахо возглавлял методический семинар по естествознанию и летние курсы учителей.
В 1933 году он был избран в Societas biologiae Latviae в Риге и в Британское биологическое общество.
В 1936—1939 годах Х. Кахо был председателем Общества естествоиспытателей. 
С организацией Эстонской академии наук в 1938 году был назначен в её действительные члены. 
В 1937—1940 годах — ректор Тартуского университета. На этом посту
сначала отвергал предложения об основании кафедры русистики: и языка, и литературы. Потом, видимо, вынужденный оглянуться на Россию, сам пытался организовать профессуру или доцентуру русистики, но поздно. После советизации Эстонии был смещён с ректорской должности. 
Научные интересы Х. Кахо в основном касалась протоплазматической коллоидной химии растительных клеток и их
проницаемости. Вёл вирусологические исследования болезней картофеля.
В 1944 году бежал в Германию. Работал там в Ботаническом институте в Позене, Берлине и Марбурге и университетах Бонна и Гамбурга. С 1946 по 1949 год он был заведующим кафедрой ботаники в Балтийском университете и деканом факультета науки в Гамбурге-Пиннеберге.
Академик Х. Кахо провёл свою старость в Гамбурге, где и умер 17 сентября 1964 года.